# Anna Lytsy
Anna Lytsy, född 22 mars 1964, är en svensk journalist och författare bosatt på Södermalm i Stockholm. Lytsy har bland annat arbetat på Gotlands Tidningar, Dagens Nyheter och Tidningen Vi.
Anna Lytsys första roman, Genom ön kom ut 1997. Den tusende gången är en dokumentär berättelse om Ulrikas kamp för ett bra liv och konsekvenserna av den incest hon utsatts för som barn. Boken kom ut 2003 och har sålt i över 190 000 exemplar i Sverige, 2008 följdes den upp av Ulrikas sista strid. 2009 släpptes Anna Lytsys andra roman, Fru Freud och jag på Normal förlag i Stockholm som delvis är självbiografisk.